# Nevacolima jaliscoensis
Nevacolima jaliscoensis is een vlinder uit de familie van de snuitmotten (Pyralidae). De wetenschappelijke naam van de soort is voor het eerst geldig gepubliceerd in 1994 door Neunzig.